# 24 Horas de Spa
24 horas de Spa (Spa 24 hours)  é uma das mais tradicionais corridas de resistência do mundo realizada anualmente no circuito de Spa-Francorchamps, na Bélgica.
Foi realizada pela primeira vez em 1924 em mais de quinze quilômetros de via pública entre as cidades de Francorchamps, Malmedy e Stavelot. O circuito atual só foi inaugurado em 1979. A corrida é patrocinada por Total S.A..

## Resultados na pista de 15km

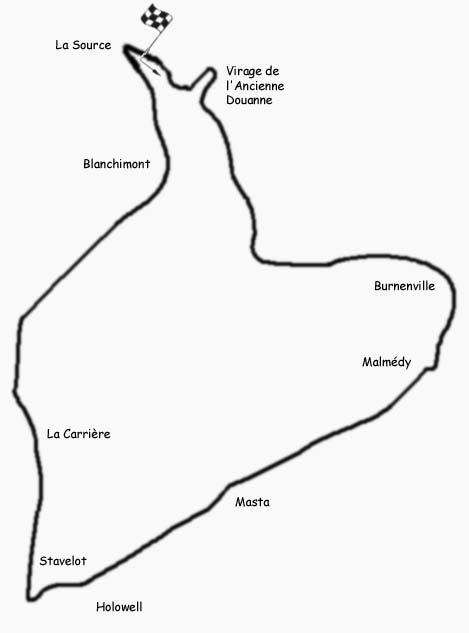
Pista original de 15 km

| Ano       | Carro                       | Pilotos                              | Distância               | Média                   | Notas                   |
| --------- | --------------------------- | ------------------------------------ | ----------------------- | ----------------------- | ----------------------- |
| 1924      | Bignan 2L                   | Henri Springuel Maurice Becquet      |                         |                         |                         |
| 1925      | Chenard-Walcker             | André Lagache René Léonard           |                         |                         |                         |
| 1926      | Peugeot 174S                | André Boillot Louis Rigal            |                         |                         |                         |
| 1927      | Excelsior                   | Robert Sénéchal Nicolas Caerels      |                         |                         |                         |
| 1928      | Alfa Romeo 6C 1500 S        | Boris Ivanowski Attilio Marinoni     |                         |                         |                         |
| 1929      | Alfa Romeo 6C 1750SS        | Robert Benoist Attilio Marinoni      |                         |                         |                         |
| 1930      | Alfa Romeo 6C 1750GS        | Attilio Marinoni Pietro Ghersi       |                         |                         |                         |
| 1931      | Mercedes-Benz SSK           | Dimitri Djordjadze Goffredo Zehender |                         |                         |                         |
| 1932      | Alfa Romeo 8C 2300LM        | Antonio Brivio Eugenio Siena         |                         |                         |                         |
| 1933      | Alfa Romeo 8C 2300LM        | Louis Chiron Luigi Chinetti          |                         |                         |                         |
| 1934      | Bugatti Type 44             | Jean Desvignes Norbert Mahé          |                         |                         |                         |
| 1935      | Corrida não realizada       | Corrida não realizada                | Corrida não realizada   | Corrida não realizada   | Corrida não realizada   |
| 1936      | Alfa Romeo 8C 2900A         | Francesco Severi Raymond Sommer      |                         |                         |                         |
| 1937      | Corrida não realizada       | Corrida não realizada                | Corrida não realizada   | Corrida não realizada   | Corrida não realizada   |
| 1938      | Alfa Romeo 8C 2900B         | Carlo Pintacuda Francesco Severi     |                         |                         |                         |
| 1939 1947 | Corridas não realizadas     | Corridas não realizadas              | Corridas não realizadas | Corridas não realizadas | Corridas não realizadas |
| 1948      | Aston Martin 2-Litre Sports | St. John Horsfall Leslie Johnson     |                         |                         |                         |
| 1949      | Ferrari 166MM               | Luigi Chinetti Jean Lucas            |                         |                         |                         |

## Resultados na pista com 14km

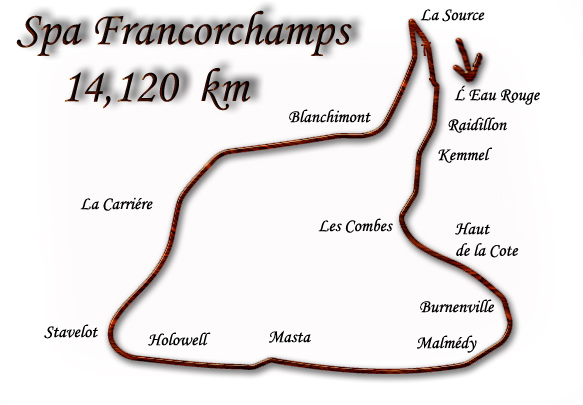
A pista de 14 km

| Ano       | Carro                 | Pilotos                                             | Distância             | Média                 | Notas                                   |
| --------- | --------------------- | --------------------------------------------------- | --------------------- | --------------------- | --------------------------------------- |
| 1950 1952 | Corrida não realizada | Corrida não realizada                               | Corrida não realizada | Corrida não realizada | Corrida não realizada                   |
| 1953      | Ferrari 375MM Pinin   | Giuseppe Farina Mike Hawthorn                       |                       |                       | World Sportscar Championship            |
| 1954 1963 | Corrida não realizada | Corrida não realizada                               | Corrida não realizada | Corrida não realizada | Corrida não realizada                   |
| 1964      | Mercedes-Benz 300SE   | Robert Crevits Gustave Gosselin                     | 3962,100              | 164,825               |                                         |
| 1965      | BMW 1800 Ti/SA        | Pascal Ickx Gérard Langlois van Ophem               | 3812,591              | 158,855               |                                         |
| 1966      | BMW 2000ti            | Hubert Hahne Jacky Ickx                             | 4048,368              | 168,681               | Campeonato Europeu de Carros de Turismo |
| 1967      | Porsche 911           | Jean-Pierre Gaban Norbert Van Assche                | 4052,883              | 168,867               | Campeonato Europeu de Carros de Turismo |
| 1968      | Porsche 911           | Erwin Kremer Willi Kauhsen Helmut Kelleners         | 4004,827              | 166,867               | Campeonato Europeu de Carros de Turismo |
| 1969      | Porsche 911           | Guy Chasseuil Claude Ballot-Lena                    | 4272,231              | 187,006               | Campeonato Europeu de Carros de Turismo |
| 1970      | BMW 2800CS            | Günther Huber Helmut Kelleners                      | 4252,407              | 177,183               | Campeonato Europeu de Carros de Turismo |
| 1971      | Ford Capri RS         | Dieter Glemser Alex Soler-Roig                      | 4385,100              | 182,690               | Campeonato Europeu de Carros de Turismo |
| 1972      | Ford Capri RS 2600    | Jochen Mass Hans-Joachim Stuck                      | 4498,436              | 187,431               | Campeonato Europeu de Carros de Turismo |
| 1973      | BMW 3.0 CSL           | Toine Hezemans Dieter Quester                       | 4422,980              | 184,290               | Campeonato Europeu de Carros de Turismo |
| 1974      | BMW 3.0 CSi           | Jean Xhenceval Alain Peltier Pierre Dieudonné       | 4147,289              | 172,804               | Trophée de l'Avenir                     |
| 1975      | BMW 3.0 CSi           | Pierre Dieudonné Jean Xhenceval Hughes de Fierlandt | 4249,270              | 177,053               | Trophée de l'Avenir                     |
| 1976      | BMW 3.0 CSL           | Jean-Marie Detrin Nico Demuth Charles Van Stolle    | 4087,904              | 170,329               | Campeonato Europeu de Carros de Turismo |
| 1977      | BMW 530i              | Eddy Joosen Jean-Claude Andruet                     | 4083,835              | 170,159               | Trophée de l'Avenir                     |
| 1978      | Ford Capri III 3.0S   | Gordon Spice Teddy Pilette                          | 4315,594              | 179,816               | Trophée de l'Avenir                     |

## Resultados na pista de 7km

Pista actual com 7km

A versão actual das 24 Horas de Spa é uma prova da Blancpain Endurance Series, apesar de no passado ter feito parte do FIA GT disputada por carros das categorias GT1 e GT2 e diversos carros de turismo. Actualmente os carros participantes cumprem as regras FIA GT3 e GT3 Cup.
| Ano  | Carro                     | Pilotos                                                              | Distância | Média   | Notas                                                                                    |
| ---- | ------------------------- | -------------------------------------------------------------------- | --------- | ------- | ---------------------------------------------------------------------------------------- |
| 1979 | Ford Capri III 3.0S       | Jean-Michel Martin Philippe Martin                                   | 3083,632  | 128,485 | Trophée de l'Avenir                                                                      |
| 1980 | Ford Capri III 3.0S       | Jean-Michel Martin Philippe Martin                                   | 2952,318  | 123,013 |                                                                                          |
| 1981 | Mazda RX-7                | Tom Walkinshaw Pierre Dieudonné                                      | 3183,952  | 132,737 | World Sportscar Championship Trophée de l'Avenir                                         |
| 1982 | BMW 528i                  | Hans Heyer Armin Hahne Eddy Joosen                                   | 3132,224  | 130,808 | Campeonato Europeu de Carros de Turismo                                                  |
| 1983 | BMW 635 CSi               | Thierry Tassin Hans Heyer Armin Hahne                                | 3333,726  | 130,808 | Campeonato Europeu de Carros de Turismo                                                  |
| 1984 | Jaguar XJS                | Tom Walkinshaw Hans Heyer Win Percy                                  | 3055,485  | 131,091 | Campeonato Europeu de Carros de Turismo                                                  |
| 1985 | BMW 635 CSi               | Roberto Ravaglia Gerhard Berger Marc Surer                           | 3470,000  | 144,344 | Campeonato Europeu de Carros de Turismo                                                  |
| 1986 | BMW 635 CSi               | Dieter Quester Thierry Tassin Altfrid Heger                          | 3463,060  | 144,232 | Campeonato Europeu de Carros de Turismo                                                  |
| 1987 | BMW M3                    | Jean-Michel Martin Didier Theys Eric van de Poele                    | 3338,140  | 139,908 | Campeonato Mundial de Carros de Turismo                                                  |
| 1988 | BMW M3                    | Altfrid Heger Dieter Quester Roberto Ravaglia                        | 3532,460  | 146,929 | Campeonato Europeu de Carros de Turismo                                                  |
| 1989 | Ford Sierra RS500         | Gianfranco Brancatelli Win Percy Bernd Schneider                     | 3338,140  | 139,130 |                                                                                          |
| 1990 | BMW M3                    | Fabien Giroix Johnny Cecotto Markus Oestreich                        | 3247,920  | 135,330 |                                                                                          |
| 1991 | Nissan Skyline GT-R       | Anders Olofsson David Brabham Naoki Hattori                          | 3587,980  | 149,456 |                                                                                          |
| 1992 | BMW M3                    | Steve Soper Jean-Michel Martin Christian Danner                      | 3560,220  | 148,947 |                                                                                          |
| 1993 | Porsche 911 RSR           | Christian Fittipaldi Uwe Alzen Jean-Pierre Jarier                    | 2154,904  | 144,667 | A corrida foi interrompida após completar 15 horas devido ao falecimento do Rei Balduíno |
| 1994 | BMW 318is                 | Roberto Ravaglia Thierry Tassin Alexander Burgstaller                | 3625,960  | 151,047 |                                                                                          |
| 1995 | BMW 320i                  | Joachim Winkelhock Steve Soper Peter Kox                             | 3612,532  | 150,531 |                                                                                          |
| 1996 | BMW 320i                  | Jörg Müller Thierry Tassin Alexander Burgstaller                     | 3507,821  | 145,956 |                                                                                          |
| 1997 | BMW 320i                  | Didier de Radigues Marc Duez Eric Hélary                             | 3372,680  | 140,252 |                                                                                          |
| 1998 | BMW 318i                  | Marc Duez Eric van de Poele Alain Cudini                             | 3344,807  | 139,344 |                                                                                          |
| 1999 | Peugeot 306 GTI           | Frédéric Bouvy Emmanuel Collard Anthony Beltoise                     | 3428,427  | 142,588 |                                                                                          |
| 2000 | Peugeot 306 GTI           | Frédéric Bouvy Kurt Mollekens Didier Defourny                        | 3330,870  | 138,686 | Última corrida para carros de turismo                                                    |
| 2001 | Chrysler Viper GTS-R      | Christophe Bouchut Jean-Philippe Belloc Marc Duez                    | 3679,104  | 152,999 | FIA GT                                                                                   |
| 2002 | Chrysler Viper GTS-R      | Christophe Bouchut Sébastien Bourdais David Terrien Vincent Vosse    | 3654,059  | 152,019 | FIA GT                                                                                   |
| 2003 | Porsche 911 GT3-RS        | Stéphane Ortelli Marc Lieb Romain Dumas                              | 3327,613  | 138,557 | FIA GT                                                                                   |
| 2004 | Ferrari 550-GTS Maranello | Luca Cappellari Fabrizio Gollin Lilian Bryner Enzo Calderari         | 3888,144  | 161,974 | FIA GT                                                                                   |
| 2005 | Maserati MC12             | Michael Bartels Timo Scheider Eric van de Poele                      | 4000,896  | 166,638 | FIA GT                                                                                   |
| 2006 | Maserati MC12             | Michael Bartels Andrea Bertolini Eric van de Poele                   | 4092,961  | 171,034 | FIA GT                                                                                   |
| 2007 | Chevrolet Corvette C6.R   | Mike Hezemans Fabrizio Gollin Jean-Denis Délétraz Marcel Fässler     | 3726,660  | 155,241 | FIA GT                                                                                   |
| 2008 | Maserati MC12             | Michael Bartels Andrea Bertolini Eric van de Poele Stéphane Sarrazin | 4041,885  | 168,096 | FIA GT                                                                                   |
| 2009 | Chevrolet Corvette C6.R   | Anthony Kumpen Kurt Mollekens Mike Hezemans Jos Menten               | 3915.236  | 163.128 | FIA GT                                                                                   |
| 2010 | Porsche 997 GT3-RSR       | Romain Dumas Martin Ragginger Jörg Bergmeister Wolf Henzler          | 3789.164  | 157.832 | FIA GT2 European Cup                                                                     |
| 2011 | Audi R8 LMS               | Greg Franchi Timo Scheider Mattias Ekström                           | 3817.180  | 158.898 | Blancpain Endurance Series                                                               |
| 2012 | Audi R8 LMS ultra         | Andrea Piccini René Rast Frank Stippler                              | 3565.036  | 148,543 | Blancpain Endurance Series                                                               |
| 2013 | Mercedes-Benz SLS AMG GT3 | Bernd Schneider Maximilian Götz Maximilian Buhk                      | 3950.256  | 164,594 | Blancpain Endurance Series                                                               |
| 2014 | Audi R8 LMS ultra         | Laurens Vanthoor René Rast Markus Winkelhock                         | 3691.108  | 153,732 | Blancpain Endurance Series 1 hora neutralizada com bandeira vermelha                     |
| 2015 | BMW Z4 GT3                | Nick Catsburg Lucas Luhr Markus Palttala                             | 3754.144  | 156.423 | Blancpain Endurance Series                                                               |
| 2016 | BMW M6 GT3                | Philipp Eng Maxime Martin Alexander Sims                             | 3719.403  | 154.975 | Intercontinental GT Challenge Blancpain GT Series Endurance Cup                          |
| 2017 | Audi R8 GT3               | Jules Gounon Christopher Haase Markus Winkelhock                     | 3824.184  | 159.341 | Intercontinental GT Challenge Blancpain GT Series Endurance Cup                          |
| 2018 | BMW M6 GT3                | Tom Blomqvist Philipp Eng Christian Krognes                          | 3579.044  | 149.127 | Intercontinental GT Challenge Blancpain GT Series Endurance Cup                          |
| 2019 | Porsche 911 GT3           | Kévin Estre Richard Lietz Michael Christensen                        | 2542.45   | 105.78  | Intercontinental GT Challenge Blancpain GT Series Endurance Cup Corrida de 18 horas.     |
| 2020 | Porsche 911 GT3           | Earl Bamber Nick Tandy Laurens Vanthoor                              | 3691.10   | 153.7   | Intercontinental GT Challenge GT World Challenge Europe                                  |
| 2021 | Ferrari 488 GT3 Evo 2020  | Côme Ledogar Nicklas Nielsen Alessandro Pier Guidi                   | 3894.22   | -       | Intercontinental GT Challenge GT World Challenge Europe                                  |
| 2022 | Mercedes-AMG GT3 Evo      | Jules Gounon Daniel Juncadella Raffaele Marciello                    | 3754.14   | 156.2   | Intercontinental GT Challenge GT World Challenge Europe                                  |
| 2023 | BMW M4 GT3                | Philipp Eng Marco Wittmann Nick Yelloly                              | 3761.14   | 156.7   | Intercontinental GT Challenge GT World Challenge Europe                                  |

## Ligações Externas
- Total Spa 24 Hours website: Available in English, French and Dutch
- 1971 results
- 1972 results
- 1981 results
- FIA GT Website